# Star Trek: Do temnoty
Star Trek: Do temnoty (v anglickém originále Star Trek Into Darkness) je americký sci-fi film studia Paramount Pictures natočený režisérem J. J. Abramsem, v pořadí dvanáctý na motivy světa Star Treku. Do kin byl uveden v roce 2013 a jeho celkové tržby dosáhly 467 milionů dolarů. Příběh opět vypráví o posádce kapitána Jamese T. Kirka a navazuje tak na předcházející film, který se v roce 2009 stal základem rebootové série.

## Obsazení
| Chris Pine           | kapitán James T. Kirk, velící důstojník hvězdné lodě Enterprise                                      |
| Zachary Quinto       | komandér Spock, první a vědecký důstojník                                                            |
| Zoe Saldana          | poručík Nyota Uhura, komunikační důstojník                                                           |
| Karl Urban           | nadporučík Leonard McCoy, šéflékař                                                                   |
| Simon Pegg           | nadporučík Montgomery Scott, druhý důstojník a šéfinženýr                                            |
| John Cho             | poručík Hikaru Sulu, kormidelník                                                                     |
| Benedict Cumberbatch | Khan, geneticky vylepšený nadčlověk s přidělenou identitou komandéra Johna Harrisona                 |
| Anton Yelchin        | praporčík Pavel Čechov, navigátor                                                                    |
| Bruce Greenwood      | kontradmirál Christopher Pike                                                                        |
| Peter Weller         | admirál Flotily Alexander Marcus, vrchní velitel Hvězdné flotily a otec Carol Marcusové              |
| Alice Eve            | poručík Carol Marcusová, doktorka a vědecký důstojník dočasně využívající pseudonym Carol Wallaceová |
| Leonard Nimoy        | velvyslanec Spock, starší Spock z budoucnosti                                                        |

## Produkce
Scenáristy filmu byla dvojice Alex Kurtzman a Roberto Orci, která napsala i jedenáctý filmový Star Trek, a koproducent předchozího filmu Damon Lindelof. J. J. Abrams zůstal v roli producenta i režiséra. V září 2011 probíhaly předprodukční práce, samotné natáčení začalo 12. ledna 2012 a skončilo 8. května téhož roku. V květnu 2012 ještě probíhalo natáčení záběrů druhým štábem na Islandu. Rozpočet snímku činil 190 milionů dolarů. Postprodukce filmu byla dokončena 17. dubna 2013.
Název Star Trek Into Darkness byl poprvé zveřejněn 7. září 2012, studio Paramount ani režisér ale více informací nezveřejnili. Oficiální propagace filmu ze strany produkce byla zahájena vydáním základní synopse snímku Paramountem dne 26. listopadu 2012. Uveřejnění prvního plakátu se vznikem webových stránek následovalo na začátku prosince, přičemž na české verzi stránek byl poprvé uveden název Star Trek: Do temnoty. Devítiminutová ukázka filmu má být promítána před snímkem Hobit: Neočekávaná cesta v kinech IMAX.

## Vydání
Původní datum uvedení do kin bylo oznámeno na 29. června 2012. Především z důvodu vytíženosti J. J. Abramse s jinými filmy, jako například Super 8, byl stanoven nový termín premiéry na 17. května 2013, původní datum obsadil snímek GI Joe 2. Abrams a jeho tým by byl sice schopen vytvořit film již pro vydání před Vánoci 2012, avšak Paramount se rozhodl pro vydání zachovat jarní období, jako tomu bylo u předchozího Star Treku. Snímek Do temnoty byl dostupný také ve 3D.
Celosvětová slavnostní premiéra filmu proběhla 23. dubna 2013 v Sydney, datum uvedení do kin bylo v některých zemích posunuto již na 9. května, v USA na 16. května. V Česku měl film předpremiéru 1. června 2013, do kin byl uveden 6. června téhož roku.
Celosvětové tržby z kin dosáhly částky 467 milionů dolarů, z toho 229 milionů dolarů v USA. Snímek se tak stal nejvýdělečnějším dílem celé startrekové filmové série (v nominální hodnotě, bez započtení inflace).
Ještě před uvedením na fyzických nosičích byl 20. srpna 2013 vydán na internetu. Na DVD a BD vyšel Star Trek: Do temnoty nejprve 2. září ve Spojeném království, v USA byl vydán 10. září toho roku. V Česku byla lokalizovaná verze vydána 9. října 2013.